# Luigi Lambruschini
Luigi Maria Lambruschini, B. (6 de março de 1776 - 12 de maio de 1854) foi um cardeal italiano da Igreja Católica Romana em meados do século XIX. Ele era um membro dos Clérigos Regulares de São Paulo e serviu no corpo diplomático da Santa Sé.

## Biografia

### Início da vida
O mais novo de dez filhos, ele nasceu em Sestri Levante, então parte da independente República de Gênova para Bernardo e Pellegrina Raggi Lambruschini, e batizou Emmanuele Nicolo. Seu irmão mais velho, Giovanni Battista Lambruschini, tornou-se bispo da diocese de Orvieto. 
Lambruschini freqüentou uma escola jesuíta em Santa Margherita Ligure, e depois o Oratório de São Bartolomeu em Bordighera, administrado pela Ordem dos Barnabitas. Ele entrou na ordem em 1793, e depois de um noviciado, pronunciou votos solenes em novembro de 1794, tomando o nome de Luigi.  Ele foi então para Macerata para um estudo mais aprofundado, recebeu ordens menores em Roma em 1797 e foi ordenado sacerdote em Sestri Levante em janeiro de 1799. Ele então ensinou aos seminaristas Barnabitas retórica, filosofia e matemática, primeiro em Bolonha, então em San Severino Marche e, a partir de maio de 1801, em Macerata. 

### Carreira Diplomática
Ele participou do Congresso de Viena em 1815 como secretário do Cardeal Ercole Consalvi.  Como secretário da Congregação de Assuntos Eclesiais Extraordinários, ele participou da conclusão de concordatas com vários estados, incluindo a Toscana, Nápoles e Baviera. Segundo Umberto Benigni, "ao lado de Consalvi e Pacca , Lambruschini estava entre os maiores diplomatas da Santa Sé no século XIX".  Em 1816, Lambruschini tornou-se vice-geral da ordem Barnabita. 
Em 1819, Lambruschini foi nomeado arcebispo de Gênova. Havia rumores de que sua promoção seria atribuída ao desejo do secretário de Estado Consalvi de remover de Roma um clérigo que, tendo adquirido muita influência sobre o papa, era agora um obstáculo aos seus próprios planos para o governo.  Em 1826, ele foi nomeado Núncio Apostólico do Reino da França pelo Papa Pio VII, mas foi forçado a fugir de seu posto diplomático após a revolução de 1830 que derrubou a monarquia Bourbon e trouxe o pretendente Louis-Phillippe à Casa de Orleans. 
Ele foi feito cardeal em 1831, dada a igreja titular de San Callisto em 24 de fevereiro de 1832.  Nos quatro anos seguintes, o cardeal Lambruschini ocupou vários cargos de curadoria até janeiro de 1836 ser nomeado secretário de Estado do papa Gregório XVI. Sua nomeação era vista como um compromisso entre aqueles que esperavam a reforma e os zelosanti que desejavam ver a dissensão mais fortemente reprimida; embora se tenha dito que o cardeal era "liberal principalmente no emprego de espiões e prisões". 
Ele foi o principal candidato conservador no conclave papal de 1846. Embora ele tenha recebido a maioria dos votos inicialmente, ficou claro que ele não poderia alcançar a maioria necessária de dois terços. Ele acabou sendo derrotado pelo candidato liberal, Giovanni Maria Mastai Ferretti, o arcebispo (título pessoal) de Imola, que se tornou o Papa Pio IX.
Lambruschini foi uma figura particularmente odiada entre os republicanos maçons durante as Revoluções de 1848 que depuseram temporariamente o Papa Pio IX. Sua casa foi saqueada e ele foi forçado a fugir para salvar sua vida, disfarçado de cavalariço. Ele retornou após a restauração do papa. Ele morreu em Roma em 12 de maio de 1854, Roma e foi sepultado na igreja Barnabita de San Carlo ai Catinari, Roma. 
Também foi tio do poeta e filósofo português Raul Lambruschini de Sousa Leal.[carece de fontes?]